# Polyglyptini
Polyglyptini  (лат.) — триба равнокрылых насекомых из семейства горбаток (Membracidae).
Неотропика и Неарктика.

## Описание
Пронотум частично накрывает передние крылья, часто с продольными бороздками; некоторые роды с выступами-рогами на плечах. Передние крылья с жилкой M отделённой или слитой базально с жилкой Cu (исключения: Hemiptycha, Mendicea, и некоторые представители рода Phormophora, у которых M базально слита с жилкой R, но затем они расходятся к середине крыла). Заднее крыло без поперечной жилки r-m; жилки R4+5 and M1+2 сближены у вершины, но расходятся в дистальной части (исключения: Aphetea, Incolea, и некоторые представители родов Mendicea и Phormophora, у которых R4+5 и M1+2 сближены, но не дивергируют дистально). Голени задней пары ног без продольных рядов капюшоновидных сет (cucullate setae)
.

## Систематика
Более 20 родов
- Adippe Stål, 1867
- Aphetea Fowler, 1895
- Bilimekia Fowler, 1895
- Bryantopsis Ball, 1937
- Creonus Sakakibara, 1996
- Dioclophara  Kirkaldy, 1904
- Ennya  Stål, 1866
- Entylia  Germar, 1833
- Gelastogonia  Kirkaldy, 1904
- Hemiptycha  Germar, 1833
- Heranice  Stål, 1867
- Maturnaria  Metcalf, 1952
- Membracidoidea  Goding, 1929
- Mendicea  Goding, 1926
- Metheisa  Fowler, 1896
- Notogonioides  McKamey, 1997
- Paraphetea  Sakakibara and Creão-Duarte, 2000
- Phormophora  Stål, 1869
- Polyglypta  Burmeister, 1835
- Polyglyptodes  Fowler, 1895
- Publilia  Stål, 1866
- Ramedia  Creão-Duarte and Sakakibara, 1989
- Sturmella  Spinola, 1850